# François Grin
 (avril 2023).
Si vous disposez d'ouvrages ou d'articles de référence ou si vous connaissez des sites web de qualité traitant du thème abordé ici, merci de compléter l'article en donnant les références utiles à sa vérifiabilité et en les liant à la section « Notes et références ».
Pour les articles homonymes, voir Grin.
François Grin, né le 14 septembre 1959, est un économiste suisse. L'un de ses champs de recherche est l'économie des langues.

## Biographie
Grin étudie les sciences économiques à l'université de Genève et y passe son doctorat summa cum laude en 1989. Ensuite, il est enseignant aux universités de Montréal et de Washington (à Seattle), maître-assistant à l'université de Genève et vice-directeur du Centre européen pour les questions des minorités à Flensbourg (Allemagne). Depuis 2001, il est professeur visitant de l'université de la Suisse italienne ; en 2003 il devient professeur de l'université de Genève.
Dans ses activités de recherche il s'occupe de la situation linguistique en Suisse et dans l'Union européenne et de ses conséquences économiques. À ce titre, il est l'auteur d'un rapport nommé L'Enseignement des langues étrangères comme politique publique plus connu sous le titre  de Rapport Grin. Grin indique dans ce document que le choix de l'espéranto, considéré comme un pont linguistique entre les Européens, conduirait à une économie annuelle de 25 milliards d'euros. D'autre part, il a proposé un impôt linguistique pour compenser les désavantages des pays avec une langue sous-privilégiée.
En outre, Grin a étudié la situation du kalmouk (oïrat), langue minoritaire en Russie.

## Publications
- Avec Claudio Sfreddo et François Vaillancourt, The Economics of The Multilingual Workplace, coll. « Routledge studies in sociolinguistics », no 2, Londres, Rouletge, 2010 (BNF 42279645)
- Virginie Conti, François Grin (dir.) et al., S'entendre entre langues voisines : vers l'intercompréhension, Chêne-Bourg-Paris, Georg, 2008 (BNF 41340981)
- Préface de la traduction française du livre de Robert Phillipson La domination de l'anglais un défi pour l'Europe, Libre & Solidaire, 2019